# Phorbia striata
Phorbia striata este o specie de muște din genul Phorbia, familia Anthomyiidae, descrisă de Griffiths în anul 1996.
Este endemică în Newfoundland. Conform Catalogue of Life specia Phorbia striata nu are subspecii cunoscute.